# ملوك الصليبية 2
ملوك الصليبية 2 (بالإنجليزية: Crusader Kings II) هي لعبة فيديو إستراتيجية كبرى لبناء أسرة ملكية والتوسع في مملكتك الخاصة، اللعبة تعتمد على التاريخ الأوروبي والإسلامي وعلى الخريطة الأوروبية، الشرق الأوسط والشرق الادنى وافريقيا الغربية، تم تطويرها من قبل استوديو برودكس للتطوير، ونشرت من قبل برودكس التفاعلية.اللعبة الجزء الثاني من سلسلة ملوك الصليبية وتم اصدرها في  2012. وتركز ملوك الصليبية على بناء أسرة بدلا من بلد .تم أصدر نسخة لينكس في 14 يناير 2013.
اللعبة بيعت أكثر من مليون نسخة. والتصحيح الحالي هو الإصدار 2.4.4، اعتباراً من 20 أغسطس 2015.

## روابط خارجية
- Official Website of Crusader Kings II
- Crusader Kings II at Paradox Interactive
- Crusader Kings II Wiki